# Cambooya
Cambooya – miasto w Australii, w stanie Queensland.